# Gouvernement Nguza
Deuxième République
Mungul Diaka Tshisekedi II
Le gouvernement Nguza est le gouvernement du Zaïre du 25 novembre 1991.
Il est remplacé par le gouvernement Tshisekedi II le 15 août 1992.

## Premier ministre
- Nguza Karl-I-Bond